# Desa Dangiang (administrativ by i Indonesien, lat -7,30, long 107,89)
Desa Dangiang är en administrativ by i Indonesien.   Den ligger i provinsen Jawa Barat, i den västra delen av landet, 170 km sydost om huvudstaden Jakarta.